# Лусинчи, Хайме
Хайме Рамон Лусинчи (исп. Jaime Ramón Lusinchi; 27 мая 1924, Кларинес, штат Ансоатеги — 21 мая 2014, Каракас) — венесуэльский государственный деятель, президент Венесуэлы с 1984 по 1989 годы.

## Биография
Окончил школу в Барселоне (штат (Ансоатеги). Обучался на медицинском факультете в Андском университете в городе Мерида, затем перевёлся в Центральный университет Венесуэлы в столице, где ещё в студенческие годы увлёкся политикой, став вице-президентом Ассоциации венесуэльской молодежи и вице-президентом Федерации студентов Венесуэлы. С 1937 года связан с Национально-демократической партией, преобразовавшейся в 1941 году в социал-демократическую партию Демократическое действие (ДД).
Окончив университет в 1947 году, работал врачом в разных медицинских учреждениях в родном штате (1947—1950), стажёром больницы скорой помощи в Каракасе (1950—1952), врачом в госпиталях и больницах Буэнос-Айреса и Сантьяго-де-Чили (1952—1956), врачом-педиатром в Нью-Йорке (1956—1958). Позже преподавал в Национальном институте по уходу за детьми и работал заместителем главного врача педиатрической больницы Каракаса (1958—1960).
В декабре 1947 года впервые был избран в Национальный конгресс. В 1948 году был избран председателем муниципального совета округа Фрайтес и председателем Законодательного собрания Ансоатеги, а также региональным секретарем ДД. Однако в связи с военным переворотом в ноябре 1948 года был впервые арестован, а его полномочия прерваны.
В 1950 году был одним из организаторов общенациональной забастовки нефтяников.
Службой безопасности Венесуэлы арестовывался дважды (в 1948 и 1952 годах). После последнего ареста (после прихода к власти диктатора М. Переса Хименеса) пережил пытки, потом 5 лет находился в изгнании в Аргентине, Чили (где близко познакомился с будущими президентами страны Эдуардо Фреем и Сальвадором Альенде) и США, где снова работал врачом. Вернулся на родину в 1958 году и был избран членом Национального совета (ДД) в качестве секретаря по иностранным делам, а в декабре того же года был избран депутатом нижней палаты Национального конгресса от штата Ансоатеги . Неоднократно переизбирался (в 1963, 1968 и 1973 годах). В 1077 году проиграл в борьбе за пост генерального секретаря ДД. С 1978 по 1984 год был сенатором от этого штата.
В марте 1981 года избран генеральным секретарём ДД, а 29 июня 1982 — выдвинут кандидатом партии на пост президента страны. Проведя кампания под лозунгами необходимости жёсткой экономии и социальной ответственности, 4 декабря 1983 года был избран президентом Венесуэлы, получив на выборах 56,72 % голосов (на полтора миллиона голосов и более 22,5% больше основного соперника, кандидата от правоцентристской партии КОПЕЙ Р. Кальдеры). Партии ДД также рлдучила абсолютное большинство в парламенте. 2 февраля 1984 года официально вступил в должность. 26 декабря 1984 года была создана Президентская Комиссия по реформе государства (COPRE). Она предложила демократизацию региональных и правительственных политических процессов (всеобщие, прямые и тайные выборы губернаторов вместо их назначения президентом и создание фигуры муниципального мэра (алькальда)). Однако на экономике сильно сказывались последствия политики предыдущего президента, Луиса Эрреры Кампинса, в частности девальвации национальной валюты, резкого увеличения национального долга, уменьшения резервов Национального банка и высокой инфляции, Продолжались и партизанские действия ультралевых. Политика Х. Лучинчи была направлена на стабилизацию экономики, погашение внешней задолженности, сокращение государственных затрат, поэтому он сразу же ввёл в стране режим жёсткой экономии, что в итоге привело к дальнейшему обесцениванию национальной валюты, росту инфляции и коррупции, которые усугубили кризис политической системы. В 1987 году программа, с которой он пришёл к власти, была свёрнута. Вместе с тем при нём были построены ряд больниц и жилых комплексов (всего 331.615 домов), завершены строительства двух ГЭС (в том числе крупнейшая в Венесуэле и 4-я станция в мире по мощности ГЭС «Гури»), начато строительство 372-километрового Восточного шоссе от Каракаса до Кумана.
На внутренних выборах лидера партии и будущего кандидата в президенты в 1987 году поддержал своего министра внутренних дел Октавио Лепахе, однако тот проиграл бывшему президенту страны  Карлосу Андресу Пересу.
Его президентский срок характеризовался продолжением экономического кризиса, ростом внешнего долга, популистской политикой и коррупцией, что усугубило кризис политической системы. Несмотря на все обвинения, пользовался популярностью во время своего президентства, что предопределило его смену на посту президента его однопартийцем по ДД Карлосом Андресом Пересом в 1989 году.
С 1989 по 1993 год — сенатор.
11 сентября 1991 года женился в Нью-Йорке на своём бывшем личном секретаре, 34-летней Бланке Ибаньес.
В 1993 году был обвинён в коррупции и подвергся судебному преследованию, так как Верховный суд ещё в 1991 году нашёл подтверждение обвинений и опубликовал «политическое и моральное осуждение» Х. Лучинчи за его участие в экономическом бесхозяйственности и административных нарушениях, которые имели место в течение его президентского срока. 13 августа 1993 года был лишён сенаторской неприкосновенности. Спасаясь от ареста, был вынужден бежать в Майами (Флорида, США) , а затем  в Сан-Хосе, Коста-Рика. В июле 1994 года и повторно в феврале 1997 года венесуэльские суды предъявляли ему обвинения в незаконном использовании средств. Но в октябре 1999 года Верховный суд отменил оба решения. В 2009 году Х. Лусинчи вернулся в Венесуэлу.
Скончался в Каракасе на 90-м году жизни 21 мая 2014 года, не дожив неделю до юбилея.